# Annegret Kroniger
Annegret Kroniger orthographié parfois Kroninger, née le 24 septembre 1952 à Bochum, est une athlète allemande spécialiste du sprint (relais et 200 m).
Elle mesure 1,71 m pour 60 kg et est licenciée au Universitätssportclub Mainz (club de sport universitaire de Mayence).
Elle est mariée à Walter Boller, athlète ouest-allemand, spécialiste du saut en hauteur, puis elle est divorcée de ce dernier.

## Carrière

### Palmarès
| Date | Compétition                    | Lieu           | Résultat | Épreuve    | Performance  |
| ---- | ------------------------------ | -------------- | -------- | ---------- | ------------ |
| 1970 | Championnats d'Europe en salle | Vienne         | 2e       | 4 × 1 tour | 1 min 37 s 6 |
| 1970 | Championnats d'Europe juniors  | Paris-Colombes | 2e       | 200 mètres | 24 s 64      |
| 1970 | Championnats d'Europe juniors  | Paris-Colombes | 2e       | 4 × 100 m  | 45 s 27      |
| 1971 | Championnats d'Europe en salle | Sofia          | 2e       | 4 × 200 m  | 1 min 38 s 0 |
| 1971 | Championnats d'Europe          | Helsinki       | 5e       | 200 mètres | 23 s 6       |
| 1972 | Championnats d'Europe en salle | Grenoble       | 1re      | 4 × 1 tour | 1 min 24 s 1 |
| 1972 | Jeux olympiques d'été          | Munich         | 5e       | 200 mètres | 22 s 89      |
| 1974 | Championnats d'Europe          | Rome           | 2e       | 4 × 100 m  | 42 s 75      |
| 1976 | Jeux olympiques d'été          | Montréal       | 2e       | 4 × 100 m  | 42 s 59      |

### Records
| Épreuve    | Performance | Lieu   | Date             |
| ---------- | ----------- | ------ | ---------------- |
| 100 mètres | 11 s 33     | Fürth  | 13 juin 1976     |
| 200 mètres | 22 s 89     | Munich | 7 septembre 1972 |